# ローワン・アトキンソン
ローワン・アトキンソン（Rowan Sebastian Atkinson、CBE、1955年1月6日 - ）は、イギリスのコメディアン、俳優、脚本家である。
『ブラックアダー』『シン・ブルー・ライン』『Mr.ビーン』などのコメディ番組への主演で知られる。オブザーバー紙が2003年に集計した「イギリスの最も面白い50人」にランクインし、「コメディアンの中のコメディアン」を決める2005年の投票でもトップ50に入った。

## 人物・来歴

### 生い立ち
イングランド北東部ダラム州北部のコンセット市 (en) の聖公会信徒で、会社役員であるエリック・アトキンソンとエラ・メイの子として生まれた。欧州統合懐疑派で有名なコメンテーターでジャーナリストでもあるロドニー・アトキンソンは兄である。
ダラム聖歌隊学校、セント・ビーズ校を卒業し、ニューカッスル大学で電子工学を専攻した。オックスフォード大学ザ・クイーンズ・カレッジでの大学院生(修士)時代にはコメディアンとして活躍し始め、1976年のエディンバラ・フェスティバル・フリンジ（世界最大級のパフォーマンスアートの祭典）でのパフォーマンスは注目を集めた。オックスフォード大時代には、歴史あるオックスフォード・レビュー（同大学のコメディクラブ）に所属し、のちに『Mr.ビーン』シリーズを共同制作する劇作家リチャード・カーティスともそこで出会った。

### 俳優活動
大学卒業後はコメディアンのアンガス・デイトンと共に巡回公演を行った。テレビ出演のほか、スタンダップ・コメディやラジオ出演、小説をも成功させていった。
1978年からITVのシリーズドラマに出演していたが、BBCのコメディ番組に出演するようになってからは、その視聴率獲得のためにITVへの出演は取りやめた。その番組とは友人のジョン・ロイドによって企画され、パメラ・スティーヴンソン、グリフ・リス・ジョーンズ、メル・スミスらと共演することになったコント番組『Not the Nine O'Clock News』（9時のニュースではありません）である。アトキンソンはこの番組では主要コント作家の一人となる。
『9時のニュースではありません』の成功が中世を舞台にした歴史シットコム『ブラックアダー（Blackadder）』の立ち上げに結びついた。アトキンソンのその他の有名な出演作といえば、1988年に初放映された『Mr.ビーン』である。Mr.ビーンのキャラクターはチャールズ・チャップリン やジャック・タチ の影響を受けている。
2012年ロンドンオリンピックの開会式でもビーン役として登場し、サイモン・ラトルが指揮するロンドン交響楽団と共演したが、その直後に「50代の男があんなふうに幼稚なキャラクターをやっているのは切ないことだよ」とビーン役からの引退を表明した。
2013年、大英帝国勲章コマンダー（CBE）を受勲。2016年に製作されたITVのテレビドラマ『MAIGRET/メグレ』では主人公のジュール・メグレ警視を演じ、俳優としての新境地を開拓した。

## 広告活動
テレビコマーシャルにもしばしば起用され、日産・ティーノ、日立製作所の電化製品、富士フイルムや献血の宣伝での出演が目立った。特に、主演映画の一つである『ジョニー・イングリッシュ』のベースとなった哀れで間抜けな代理人スパイとして登場し、長いシリーズを誇ったクレジットカード会社バークレーカードのコマーシャルが有名である。映画『Mr.ビーン カンヌで大迷惑!?』での宣伝で、同じくMr.ビーンに扮した山口智充と共演している。

## 私生活
- 1990年、サネトラ・サストリーと結婚した。ニューヨークシティのレストラン「ロシアン・ティー・ルーム」で密かに結婚式が行われた。オックスフォードシャー州に居住し、リリーとベンジャミンという2人の子供がいるが、2015年に離婚した[9]。
- 自動車好きとしても知られており、Mr.ビーンの愛車でもあるミニ・クーパー以外にも、ロールス・ロイスなどの高級セダンや、フェラーリなどのスーパーカーから、ホンダ・NSXのようなスポーツカーなどを所有[10] しており、2018年のスパイ・コメディ・アクション映画『ジョニー・イングリッシュ アナログの逆襲』では、自身が所有するレッドのアストンマーティン・V8のハンドルを握り、カーチェイスシーンまで演じた。1990年にはイギリスの自動車雑誌『Car』にアストンマーティン・ヴィラージュの試乗レポートを寄稿したこともある。2023年グッドウッド・フェスティバル・オブ・スピードでは中嶋一貴を助手席に乗せ、水素エンジンのトヨタ・GRヤリスをドライブした[11]。また、ダラスで行われたカーレースに、自身のアストンマーティンで出場したが、カーブを曲がりきれず防御壁に衝突して大破させたり、1999年10月には自身で購入したマクラーレン・F1で乗用車に追突する事故[12] を起こし、修復に膨大な金額を要する事態を招いている。この2つの事故でアトキンソンに怪我はなかった。
- 2011年8月4日にも、上記のマクラーレン・F1を大破させる自損事故を起こしている。この際、アトキンソンは肩甲骨骨折のけがを負った[13]。なお、その直前に放送されたBBC『トップ・ギア』のコーナー「Star in a reasonably priced car」では、キア・シードを駆り、同車における有名人最速ラップ（1分42秒2）を記録したが（英国：2011年7月17日、日本：2012年2月4日放送）、後にマット・ルブランクに記録を更新されている（1分42秒1、英国：2012年2月5日放送）。
- 2014年5月27日、イタリア・トスカーナ地方でスポーツカーを運転していたアメリカ人ビジネスマンがハンドル操作を誤ったため、車は道路横の木にぶつかり、天井を下にして反転。第一発見者となったローワンは、すぐさま運転者の救助を行った。Daily Mailによると、警察や消防が到着した後も、ローワンは警察に状況の説明をしたり、あちこちに飛び散った車の部品を集めたりするなど献身的に動いていたとのこと。その様子は写真にも収められており、彼が素手で部品を拾い集めている姿が確認できる。ピサの病院に運ばれた運転者は幸いにも命に別状はなかった[14]。

## 主な出演作品

### 映画
| 公開年 | 邦題 原題                                                            | 役名                           | 備考           | 吹き替え                                                                                      |
| ------ | -------------------------------------------------------------------- | ------------------------------ | -------------- | --------------------------------------------------------------------------------------------- |
| 1983   | ネバーセイ・ネバーアゲイン Never Say Never Again                     | ナイジェル・フォーセット       |                | 谷口節（機内上映版） 村山明（フジテレビ版） 岩崎ひろし（ソフト版）                            |
| 1989   | 彼女がステキな理由（わけ） The Tall Guy                              | ロン・アンダーソン             |                |                                                                                               |
| 1990   | ジム・ヘンソンのウィッチズ/大魔女をやっつけろ! The Witches           | ストリンガー氏                 |                | 堀内賢雄                                                                                      |
| 1993   | ホット・ショット2 Hot Shots! Part Deux                               | デクスター・ヘイマン           |                | 石塚運昇（ソフト版） 納谷六朗（テレビ朝日版）                                                 |
| 1994   | フォー・ウェディング Four Weddings and a Funeral                     | ジェラルド神父                 |                | TBA                                                                                           |
| 1994   | ライオン・キング The Lion King                                       | ザズー                         | 声の出演       | 梅津秀行                                                                                      |
| 1997   | ビーン Bean                                                          | ミスター・ビーン               | 兼・製作総指揮 | 広川太一郎（VHS・DVD版） 江原正士（BD版） 滝口順平（フジテレビ版） 岩崎ひろし（日本テレビ版） |
| 2001   | ラットレース Rat Race                                                | エンリコ・ポリーニ             |                | 岩崎ひろし                                                                                    |
| 2001   | スクービー・ドゥー Scooby-Doo                                        | エミール・モンダヴァリアス     |                | 岩崎ひろし                                                                                    |
| 2003   | ジョニー・イングリッシュ Johnny English                              | ジョニー・イングリッシュ       |                | 山口智充（劇場公開版） 岩崎ひろし（ソフト版）                                                 |
| 2003   | ラブ・アクチュアリー Love Actually                                   | ルーファス                     |                | 岩崎ひろし                                                                                    |
| 2005   | キーピング・ママ Keeping Mum                                         | ウォルター・グッドフェロー牧師 |                |                                                                                               |
| 2007   | Mr.ビーン カンヌで大迷惑?! Mr. Bean's Holiday                        | ミスター・ビーン               |                | 松山鷹志                                                                                      |
| 2011   | ジョニー・イングリッシュ 気休めの報酬 Johnny English Reborn          | ジョニー・イングリッシュ       |                | 岩崎ひろし                                                                                    |
| 2018   | ジョニー・イングリッシュ アナログの逆襲 Johnny English Strikes Again | ジョニー・イングリッシュ       |                | 岩崎ひろし                                                                                    |
| 2023   | ウォンカとチョコレート工場のはじまり Wonka                           | 神父                           |                | 松尾駿                                                                                        |

### テレビドラマ
| 公開年    | 邦題 原題                                                     | 役名                         | 備考                           | 吹き替え           |
| --------- | ------------------------------------------------------------- | ---------------------------- | ------------------------------ | ------------------ |
| 1979–1982 | ノット・ザ・9・オクロック・ニュース Not the Nine O'Clock News |                              | 異なる役で28エピソード、兼脚本 |                    |
| 1983–1989 | ブラックアダー Blackadder                                     | エドマンド・ブラックアダー   | 24エピソード、兼共同製作・脚本 |                    |
| 1990–1995 | Mr.ビーン Mr. Bean                                            | ミスター・ビーン             | 15エピソード、兼共同製作・脚本 | （吹き替え版なし） |
| 1992      | ローワン・アトキンソンinコメディー Laughing Matters           | 本人役（ホスト）             | テレビドキュメンタリー         |                    |
| 1995–1996 | シン・ブルー・ライン The Thin Blue Line                       | レイモンド・ファウラー検察官 | 14エピソード                   |                    |
| 2016–2017 | MAIGRET/メグレ Maigret                                        | ジュール・メグレ             | 4エピソード                    |                    |
| 2017      | レッド・ノーズ・デイ・アクチュアリー Red Nose Day Actually    | ルーファス                   | テレビ映画                     |                    |
| 2022      | ローワン・アトキンソンのヒトvsハチ Man vs. Bee                | トレヴァー                   | 兼共同製作・脚本               | 岩崎ひろし         |

### その他
| 公開年               | 邦題 原題                                      | 役名             | 備考                                          |
| -------------------- | ---------------------------------------------- | ---------------- | --------------------------------------------- |
| 2002–2004、2015–2019 | ミスター・ビーン Mr. Bean: The Animated Series | ミスター・ビーン | 130エピソード、テレビアニメ、声の出演、兼製作 |

## 日本語吹き替え
『ネバーセイ・ネバーアゲイン』（ソフト版）以降、岩崎ひろしが大半の作品で担当しており、「アトキンソンの吹替えでおなじみ」と評されるほどに定着している。
このほかにも、谷口節、村山明、堀内賢雄、石塚運昇、納谷六朗、広川太一郎、江原正士、滝口順平、松山鷹志なども声を当てたことがある。